# Чи Булаг
Чи Булаг (монг.  ᠴ ᠪᠤᠯᠠᠭ, кит.  齐•宝力高; 2 февраля 1944 года, Дункэ-Чжунци, Маньчжоу-го) — композитор и один из самых известных исполнителей на монгольском народном инструменте морин хуур. Оказал значительное влияние на развитие музыкального исполнения на морин хууре.

## Биография
Родился в хошуне, который тогда назывался Дункэ-Чжунци («Среднее знамя восточных хорчинов») на территории, оккупированной японскими войсками и включённой ими в марионеточное государство Маньчжоу-го (сейчас эти земли входят в хошун Хорчин-Цзоичжунци автономного района Внутренняя Монголия Китайской Народной Республики). В возрасте трёх лет его признали реинкарнацией пятого живого Будды и он переехал в буддийский храм в Хорчине. Там он изучал многие учебные дисциплины и особенно преуспел в музыке. Ещё мальчиком он самостоятельно учился играть на морин хууре. Много лет спустя под впечатлением от выступлений его взяли в местный ансамбль. Таким образом он начал выступать на сцене. Был учеником народного артиста и лауреата Государственной премии Монголии Г. Жамьяна.
В 1958 году начал свой профессиональный и творческий путь в студенческом Экспериментальном театре в Хух-Хото. Стал его директором. В период Культурной революции находился в заключении в трудовом лагере.
Перевёл на монгольский язык и опубликовал китайский трактат по музыке и танцам. В 1979 году участвовал в праздновании тридцатилетия со дня основания Китайской Народной Республики. Во время празднования дал многочисленные сольные концерты и участвовал в различных концертах, за что получил памятные золотую и серебряную медали. В это же время он сочинил пьесу «Степь, ведущая к Пекину» и другие пьесы, которые исполнял на китайском радио. Также сочинил «Түмэн агтын төвөргөөн» («Десять тысяч скачущих лошадей») — одно из самых известных его произведений, которое было написано под глубоким впечатлением от увиденных ожесточённых скачек, в которых одна лошадь дошла до финишной линии, а затем упала и умерла из-за перенапряжения. Это произведение получило положительные отзывы на Международном радио Китая и Китайском национальном радио. Сыграл это сочинение в 2005 году на сцене венского Золотого Зала и 8 августа 2008 года во время открытия Олимпийских игр в Пекине.
Чтобы привнести больше экспрессии в звучание морин хуура, Чи Булаг модифицировал дизайн этого инструмента. Благодаря его усилиям, морин хуур теперь имеет более широкий диапазон и громкий звук. Чи Булаг заявлял, что теперь морин хуур может играть почти все виды музыки. Однако, некоторые музыканты из Монголии считают звук морин хууров конструкции Чи Булага слишком адаптированным под китайскую традиционную музыку.
В 1989 году основал Общество китайских танцев в Хух-Хото, став его председателем. Выступал во многих странах, в частности дал концерт в Вене, Австрия. В настоящее время имеет более 20 тысяч студентов по всему миру.
В 2001 году провёл Международный молодёжный танцевальный фестиваль.
Является президентом Ассоциации морин хуура в Хух-Хото, почётным председателем Ассоциации монгольских танцев, вице-президентом Национального ансамбля песни и танца Внутренней Монголии, почётным доктором буддийского Монгольского университета, профессором Центральной консерватории в Пекине и Центрального университета национальной музыки в Хух-Хото.

## Награды
- Специальный приз на конкурсе «Osaka International Music» (1993)
- Премия Международного музыкального фестиваля в Фукусиме (1993)
- Премия конкурса «China National Matouqin» (1996)
- Премия «Музыка мира» на Международном музыкальном фестивале искусств, Иокогама (1997)
- Премия имени Чингисхана и золотая медаль монгольской Академии общественных наук и кочевой культуры (2003)
- Звание «Национальный исполнитель». Присвоено китайским Министерством культуры в рамках действия закона о нематериальном национальном культурном достоянии (2007)
- Литературная премия за вклад в искусство Автономного района Внутренней Монголии (15.07.2009)
- Звание «Деятель культуры Китая за 2014 год»
- Орден Полярной Звезды

## Дискография
- Či Bulag - Inner Mongolia (China) — Morin Huur, The Folk Music Traditions 2

## Сочинения
- «Степь, ведущая к Пекину» («草原连着北京»);
- «Мандах нар» («Восходящее солнце», «初升的太阳»),
- «Рондо»,
- «Десять тысяч скачущих лошадей»